# Psychomyiellodes excavatus
Psychomyiellodes excavatus är en nattsländeart som beskrevs av Douglas E. Kimmins 1963. Psychomyiellodes excavatus ingår i släktet Psychomyiellodes och familjen trattnattsländor. Inga underarter finns listade i Catalogue of Life.